# Fritillaria camschatcensis
Fritillaria camschatcensis (L.) Ker-Gawl. è una pianta perenne monocotiledone della famiglia delle Liliaceae.
Ha molti nomi comuni, tipicamente  fritillaria della Kamčatka o giglio della Kamčatka.
Nei paesi anglosassoni è chiamata anche giglio del riso, radice di riso settentrionale, o (in modo fuorviante) "riso indiano" o "riso selvatico", a causa dei bulbetti simili al riso che si formano intorno alle sue radici. A volte è soprannominata giglio delle moffette o giglio delle latrine a causa dell'odore sgradevole del fiore.
Un altro nome popolare è giglio cioccolato  (chocolate lily) a causa del suo colore marrone, ma il termine può essere fuorviante in quanto applicato anche a Fritillaria biflora o a Arthropodium strictum, lontanamente imparentato, i cui fiori odorano di cioccolato.

## Descrizione
Fritillaria camschatcensis produce bulbi con parecchie scaglie grandi e carnose, simili a quelle dell'aglio coltivato commercialmente. Le foglie sono lanceolate, lunghe fino a 10 cm, disposte in verticilli lungo lo stelo. Lo stelo è alto fino a 60 cm, con i fiori in cima. Questi sono distesi od ondeggianti (pendenti verso il basso), marrone scuro, a volte screziati di giallo.

## Distribuzione e habitat
È nativa dell'Asia nord-orientale e dell'America settentrionale nord-occidentale, inclusi l'Oregon settentrionale, il Washington, la Columbia Britannica, l'Alaska, il Giappone settentrionale e  l'Estremo Oriente Russo (Amur, Kamčatka, Chabarovsk, Magadan, Litorale, Sachalin e le Isole Curili).

## Usi
Fritillaria camschatcensis produce bulbi amidosi, spesso mangiati da vari animali selvatici e anche da popoli indigeni della regione. Nel 2012 vi fu un piccolo movimento per rilanciare l'uso della pianta nella Columbia Britannica da parte delle Prime Nazioni della Costa Occidentale.

## Galleria d'immagini

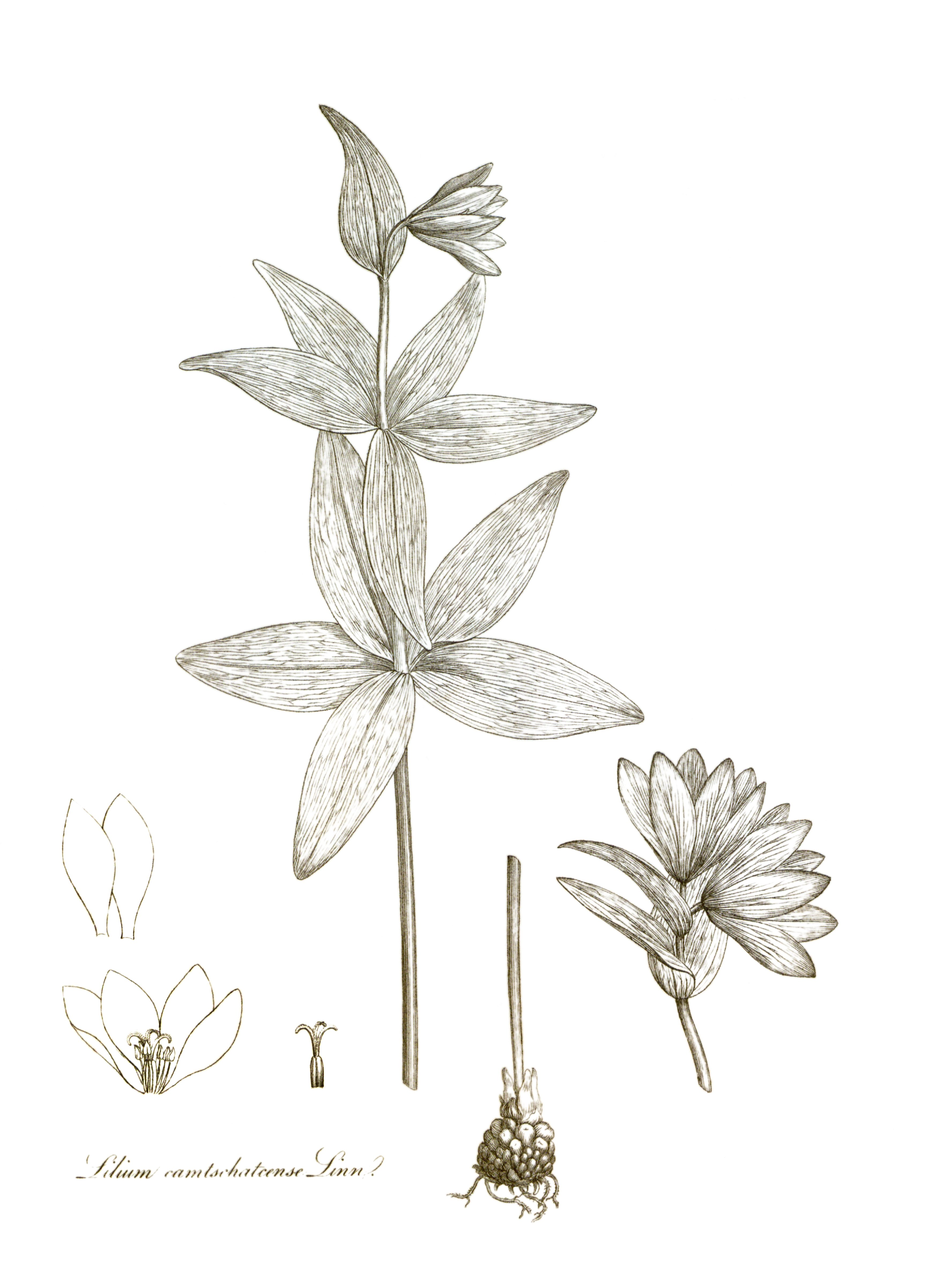
Un'illustrazione che mostra il fiore
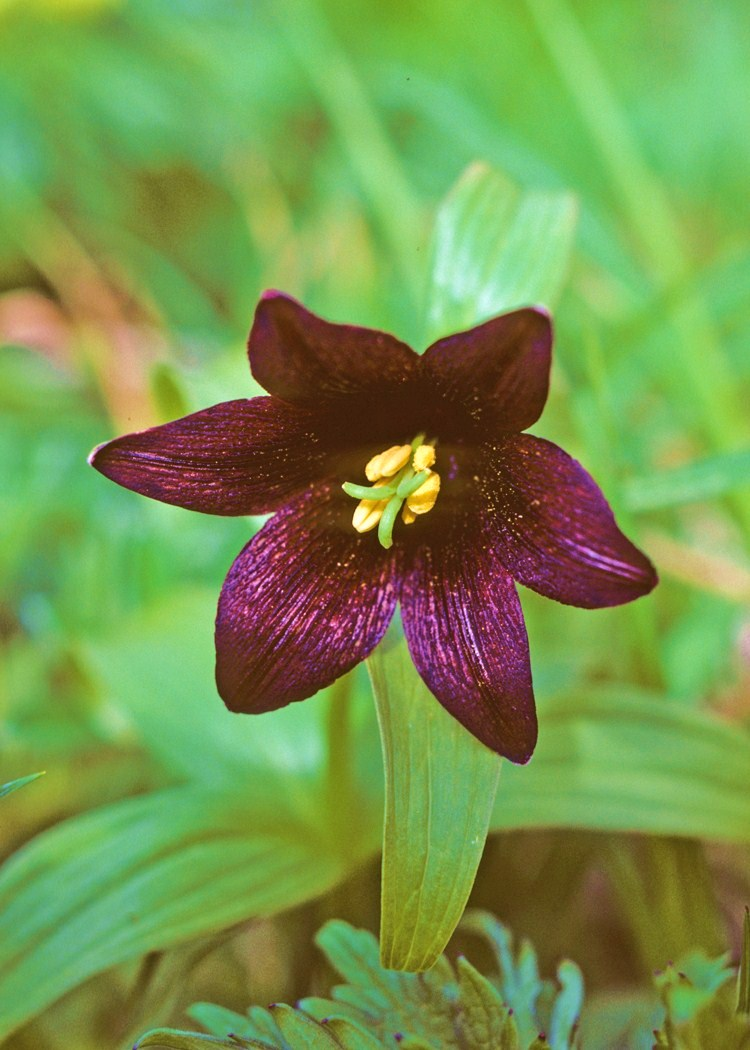
Fiore
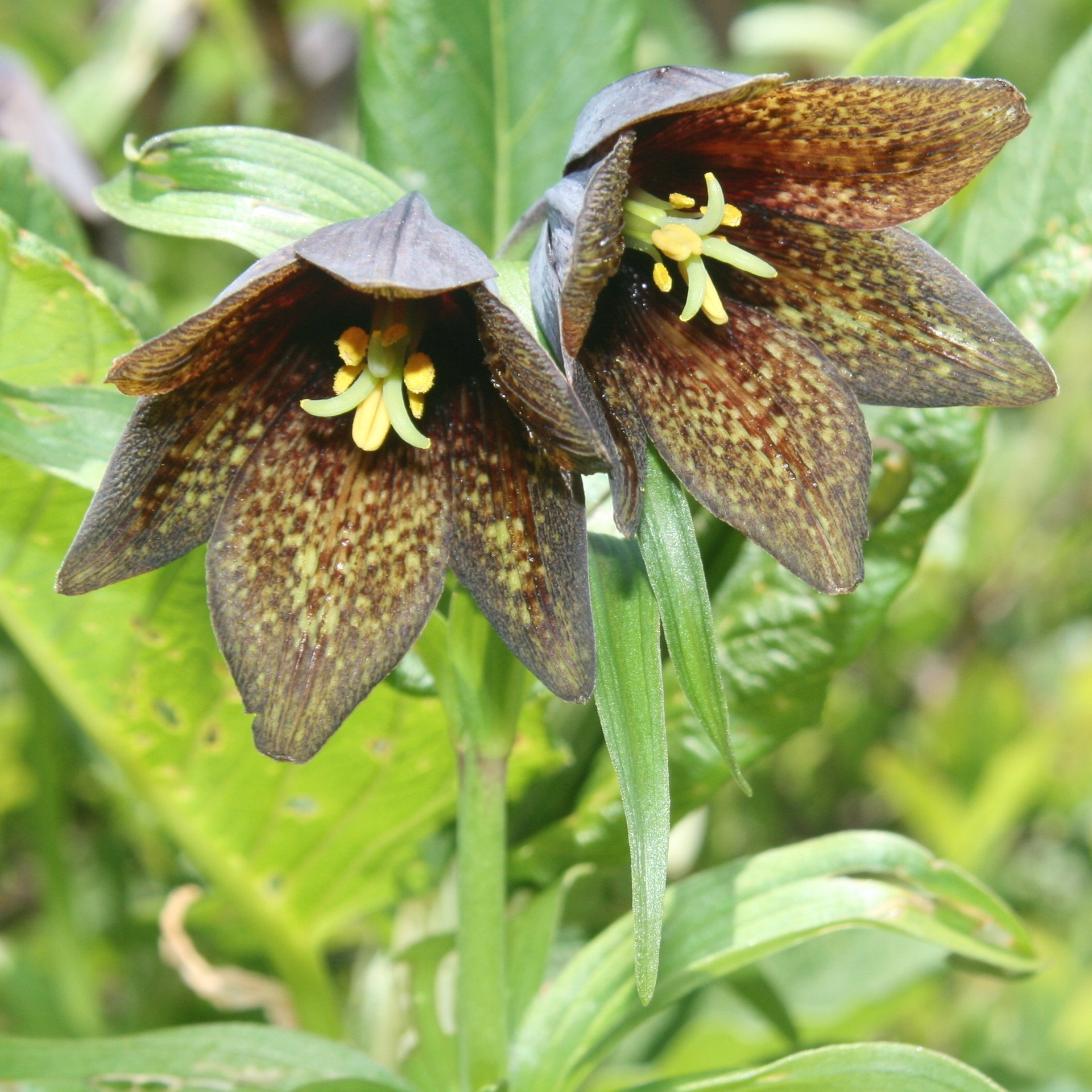
Fiori sul Monte Haku, in Giappone